# Alfen (bedrijf)
Alfen N.V. is een Nederlandse beursgenoteerde onderneming. De onderneming is opgericht in 1937 als een fabriek van hoog- en laagspanningsapparaten.

## Geschiedenis

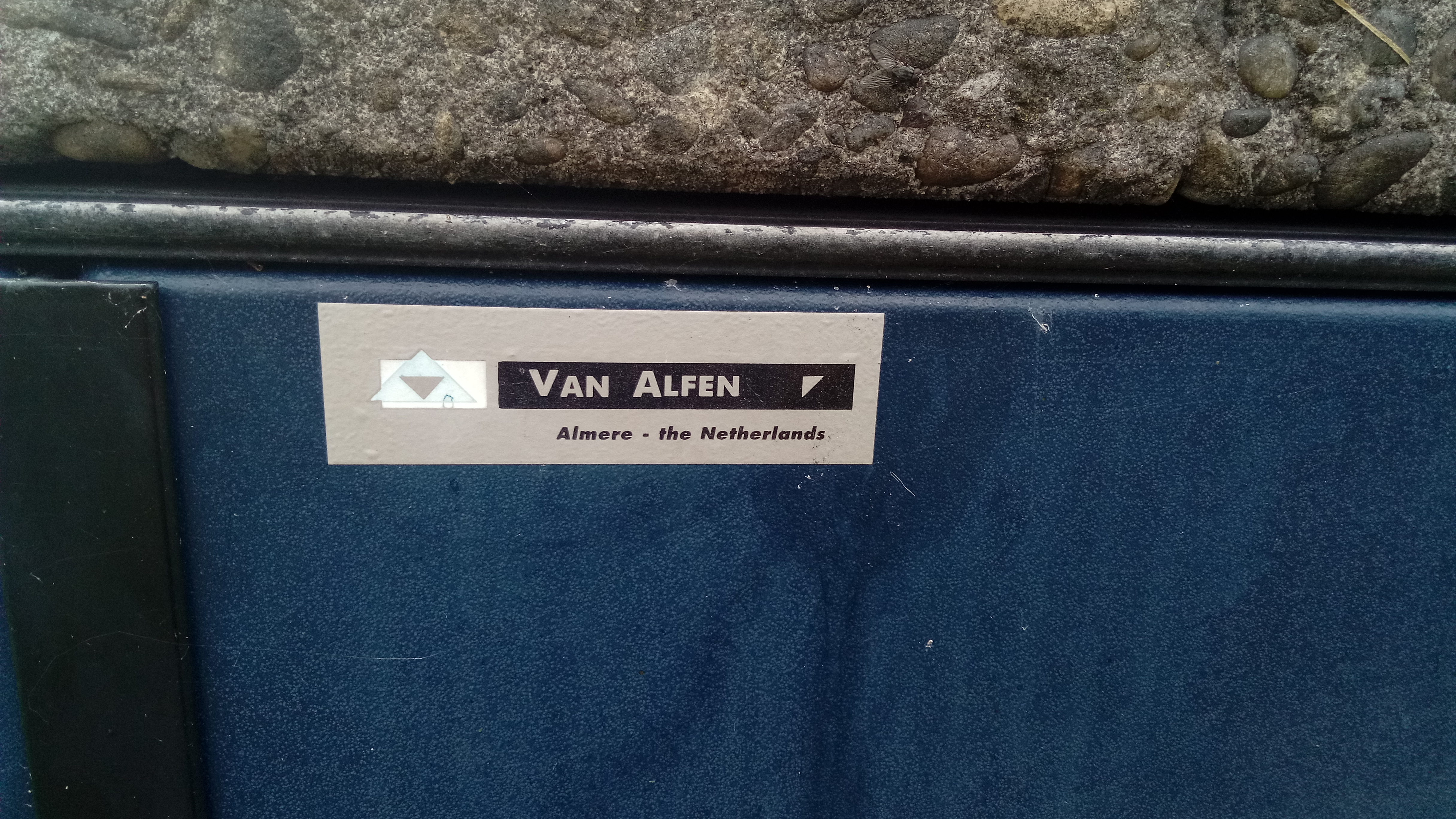
Van Alfen transformatorhuisje

In 1937 werd de onderneming opgericht als "J. van Alfen's fabriek van hoog- en laagspanningsapparaten". In 1971 werd Alfen onderdeel van TBI en in 1972 werd begonnen met de productie van prefab elektriciteitsstations. In 1983 verhuisde de onderneming van Hilversum naar Almere. In 1996 werd de naam veranderd van "J. van Alfen’s fabriek van hoog– en laagspanningsapparaten" naar "Van Alfen B.V.", deze naam werd in 2007 veranderd naar "Alfen". In 2011 werd het bedrijf uitgebreid door een overname van EXENDIS, een producent van omvormers en laders.
In 2014 verkocht TBI Alfen aan investeringsmaatschappij Infestos van Bernard ten Doeschot. Sinds 22 maart 2018 is Alfen beursgenoteerd aan de Amsterdamse effectenbeurs. Na de beursgang behield Infestos nog een klein meerderheidsbelang in Alfen. Op 6 mei 2020 meldde Infestos dat het alle aandelen Alfen had verkocht.
In maart 2024 werd bekend dat er vochtproblemen zijn met een aantal Alfen Pacto middenspanningsruimtes die aan Liander waren geleverd. Het aanwezige vocht heeft geen invloed op de veiligheid, maar kan wel de levensduur van de componenten in de ruimtes verkorten. Alfen heeft daardoor de levering van dit type tijdelijk gestaakt. In juni 2024 maakte Alfen bekend dat het bedrijf een voorziening moet treffen van € 7,5 miljoen vanwege dit probleem. Alfen heeft een oplossing voor dit vochtprobleem gevonden en de productie is herstart. Met andere bijstellingen in de verwachting van de resultaten voor 2024 daalde de koers van het aandeel met 40% op 26 juni. Mede door het vochtprobleem kreeg Alfen in 2024 te maken met eenmalige bijzondere kosten waardoor het bedrijf in 2024 verlies heeft geleden.

## Activiteiten
Het bedrijf bestaat uit drie onderdelen:
- Smart Grids Solutions, het bouwen van particuliere elektriciteitsnetten voor diverse bedrijven waaronder glastuinbouwers, industriële bedrijven en zonnecentrales.
- EV Charging Equipment, het ontwikkelen en produceren van laadstations voor elektrische voertuigen.
- Energy Storage Systems, de ontwikkeling, productie en installatie van modulaire energieopslagsystemen.

In 2023 haalde het bedrijf circa 37% van zijn omzet uit transformatorhuisjes, 30% uit laadpalen en de rest uit energieopslagsystemen. De techniek van Alfen speelt een belangrijke rol in de energietransitie.
Van de omzet in 2023 werd meer dan 40% gerealiseerd in het buitenland. Alfen is actief in twaalf Europese landen.

### Resultaten
Sinds 2015 is de omzet sterk gestegen, voornamelijk door de onstuimige groei van de laadpalen voor elektrische voertuigen. In 2022 behaalde dit bedrijfsonderdeel een omzet van € 252 miljoen versus slechts € 9 miljoen in 2017.
| Jaar | Omzet       | Bedrijfs- resultaat | Netto- resultaat | Gemiddeld aantal FTE's |
| Jaar | (× miljoen) | (× miljoen)         | (× miljoen)      | Gemiddeld aantal FTE's |
| ---- | ----------- | ------------------- | ---------------- | ---------------------- |
| 2015 | € 50,5      |                     |                  |                        |
| 2016 | € 61,6      |                     |                  |                        |
| 2017 | € 74,3      |                     |                  |                        |
| 2018 | € 102,0     |                     |                  |                        |
| 2019 | € 143,2     | € 8,6               | € 5,6            | 464                    |
| 2020 | € 189,0     | € 17,4              | € 12,0           | 571                    |
| 2021 | € 249,7     | € 27,7              | € 21,5           | 636                    |
| 2022 | € 439,9     | € 67,7              | € 53,0           | 787                    |
| 2023 | € 504,5     | € 41,9              | € 29,7           | 942                    |
| 2024 | € 487,6     | € −30,5             | € −27,0          | 1043                   |

Accsys · Amsterdam Commodities · Alfen · AMG · Avantium · B&S · Brunel International · CM.COM · Envipco · Fastned · Ferrari Group · Flow Traders · ForFarmers · Havas · Kendrion · Nedap · Nieuwe Steen Investments · Pharming · PostNL · Sif Group · Sligro Food Group · Theon · Vastned Retail · Wereldhave